# Venom: Zadnji ples
Venom: Zadnji ples je ameriški superjunaški film iz leta 2024, ki ga je napisala in režirala Kelly Marcel, v katerem nastopa lik Venom iz Marvelovih stripov. Tretji del filmske  serije Venom je peti film v Sonyjevem Vesolju Spider-Man (SSU). V filmu igrajo Tom Hardy, Chiwetel Ejiofor, Juno Temple, Rhys Ifans, Stephen Graham, Peggy Lu in Alanna Ubach.
Hardy je avgusta 2018 objavil, da je bil najet za nastop v tretjem filmu Venom, Sony Pictures pa je načrt za film naredil do decembra 2021 po izidu drugega filma. Marcel in Hardy sta do junija 2022 napisala scenarij. Novi člani igralske zasedbe, vključno z Ejioforjem in Templejem, so se pridružili sredi leta 2023, snemanje pa se je začelo konec junija 2023 v Španiji. Snemanje je bilo naslednji mesec ustavljeno zaradi stavke SAG-AFTRA leta 2023 in se je nadaljevalo novembra po koncu stavke. Film je bil dokončan konec februarja 2024, njegov naslov pa je bil objavljen mesec dni kasneje.
Venom: Zadnji ples je bil premierno predvajan v gledališču Regal Times Square v New Yorku 21. oktobra 2024, v Združenih državah pa je bil predvajan 25. oktobra. Film je prejel mešane ocene kritikov, kritiki pa so kritizirali scenarij, medtem ko so Hardyjev nastop, akcijske prizore in vizualne učinke pohvalili. Po vsem svetu je film zaslužil 478 milijonov dolarjev.

## Vsebina
Preden ju urok doktorja Strangea pripelje na Zemljo-616, sta Eddie Brock in njegov simbiot Venom pijana v baru v Mehiki. Medtem, ko govorita z natakarjem o Thanosu in kamnih neskončnosti, sta prisiljena nazaj na njuno domače vesolje na Zemljo 688. Še vedno na begu po nedavni bitki s Carnageom, navidezni umor Patricka Mulligana postane mednarodna naslovnica z Brockom, kateri je imenovan za glavnega osumljenca, zaradi česar se mora odpraviti v New York in poskušati spremeniti svoje ime.
Ne da bi nobeden od njiju vedel, je bitje, znano kot Xenophage, začelo slediti Brocku in Venomu. Nedavni dogodki pritegnejo pozornost Rexa Stricklanda, vojaka, ki nadzira Imperium, vladno operacijo na lokaciji območja 51, ki bo kmalu razpuščeno, za zajemanje in preučevanje drugih simbiotov, ki so prispeli na Zemljo. Mulligana, za katerega se je izkazalo, da je preživel stik s Carnageom, je ujamejo Stricklandovi vojaki. Povezan je z enim od številnih zaprtih simbiotov in raziskovalca Imperiuma, dr. Teddy Paine in Sadie "Christmas", ga zaslišata, da bi izvedela kaj več o namenu simbiota na Zemlji, preden Stricklandu ukažejo, naj uniči Venom. 
Medtem ko se pritrdita na bok letala, namenjenega v New York City, Brocka in Venoma napade Xenophage, ki ju zasleduje, in prisiljena sta se spustiti v puščavo Nevada. Venom razloži Brocku, da je Xenophage v vesolje spustil Knull, ustvarjalec simbiotov, da bi pridobil kodeks, ki je skovan, ko simbiot obudi svojega gostitelja. To lahko osvobodi Knull-a iz zapora, v katerega so ga pred davnimi časi ujeli simbioti. Ker je Venom že enkrat oživil Brocka, zdaj nosita kodeks, ki ga je Xenophage izsledil na Zemljo. Potem, ko je Brocka v zasedi napadejo Strickland in njegova ekipa, medtem, ko je komaj pobegnil od njih in Xenophagea, sreča Martina Moona in njegovo družino potujočih prijateljev in navdušencev nad nezemljani, ki mu ponudijo brezplačno vožnjo v Las Vegas na poti do območja 51. Medtem Mulliganov novi simbiot obvesti Stricklanda o Knullovih namerah glede kodeksa, ki se lahko uniči samo, če Eddie ali Venom umreta.
Ko prispeta v Las Vegas, Eddie in Venom naletita na gospo Chen v igralnici Casinoja in Venom z njo zapleše, preden ju spet ujame Xenophage. Prispe Stricklandova ekipa, loči Venoma od Eddieja in ju odpelje na območje 51, kjer se Eddie ponovno sreča z Mulliganom. Sadie osvobodi Venoma, ki se ponovno poveže z Eddiejem, potem ko ga Strickland ustreli. To pritegne Xenophage v bazo in Mulligan umre v bitki. Venom osvobodi druge zaprte simbionte, ki se povežejo s Sadie in drugimi gostitelji, da bi se ubranili pred Xenophage, ki je Knullu sporočil, da je bil Kodeks najden. Knull pošlje več ksenofagov skozi portale na Zemljo in premaga simbiote. Zavedajoč se, da se mora žrtvovati, da bi uničil Kodeks in rešil vesolje, se Venom združi s Ksenofagi, jih popelje v rezervoarje s kislino in se poslovi od Brocka, preden ga odvrže, ko smrtno ranjeni Strickland sproži svoje granate, da bi jih uničil. Teddy se poveže s simbiotom, da bi rešila Sadie pred eksplozijo, medtem ko Brock pade v nezavest, ko baza gori.
Brock se pozneje zbudi v bolnišnici, kjer ga vojaški uradnik obvesti, da so mu dejanja z Venomom na območju 51 prinesla izbris, pod pogojem, da bo zamolčal dogodke, ki so se zgodili. Ob prihodu v New York City se Brock zagleda v Kip svobode, medtem ko se spominja Venoma. V prizoru po koncu filma Knull izjavi, da vesolje ni več varno pred njim zdaj, ko je Venom padel. Kmalu zatem natakar, ki ga je Strickland prijel kmalu po tem, ko je Brock odšel v New York, pobegne iz požganih ostankov Območja 51. V bližini črni ščurek prileze iz ruševin poleg zlomljene viale, ki je prej vseboval manjši Venomov vzorec.

## Vloge
- Tom Hardy – Eddie Brock (Venom)
- Chiwetel Ejiofor – General Rex Strickland
- Juno Temple –  Dr. Teddy Paine
- Rhys Ifans –  Martin Moon
- Stephen Graham – Patrick Mulligan
- Peggy Lu –  Gdč. Chen
- Clark Backo – Sadie "Christmas"
- Alanna Ubach – Nova Moon
- Andy Serkis – Knull